# Uberto II (vescovo)
Uberto II (fl. XII secolo) è stato un vescovo cattolico italiano, vescovo della diocesi di Acqui nella seconda metà del XII secolo.

## Biografia
La prima notizia documentata dell'esistenza di Uberto II è in una bolla in cui papa Adriano IV nel 1156 confermava i beni del capitolo acquese e in cui il futuro vescovo era indicato come arcidiacono della cattedrale di Acqui. Nel 1158 partecipò in queste vesti come rappresentante dalla chiesa acquese alla dieta di Roncaglia.
Secondo alcune ricostruzioni alla morte del suo predecessore Uberto II si impossessò della diocesi di Acqui come antivescovo supportato dall'imperatore Federico Barbarossa. Rientrò in comunione con Roma solo dopo il 1177 a seguito della pace di Venezia, evento a cui presenziò e intervenne con un seguito di 17 persone, diventando così il vescovo effettivo della diocesi di Acqui.
Fu presente al Concilio Lateranense III nel 1179 e nel 1180 ricevette la lettera in cui papa Alessandro III chiedeva la raccolta di offerte per la terza crociata. Nello stesso anno si recò a Milano per chiedere all'arcivescovo che la diocesi non venisse soppressa in favore della neonata diocesi di Alessandria. La diocesi, nonostante la cessione di una vasta parte del suo territorio, si salvò.
Dopo questi anni i documenti relativi al vescovo si fanno confusi in particolare per l'abitudine di iniziare gli atti con la sola iniziale del nome che porterà a rendere impossibile riconoscere tra gli atti di Uberto e del suo successore Ugo.
La data della fine del suo episcopato è incerta anche se si ritiene possa essere fissata nel 1183.